# 铃木国央
铃木国央（日语：／ Suzuki Kunio，1976年2月9日—），日本男子帆船运动员。他曾代表日本参加1998年和2002年亚洲运动会帆船比赛，获得一枚铜牌。他也曾参加2000年和2004年夏季奥林匹克运动会。